# Termon
Termon (Termón in noneso) è una frazione del comune di Campodenno, in provincia autonoma di Trento.

## Storia

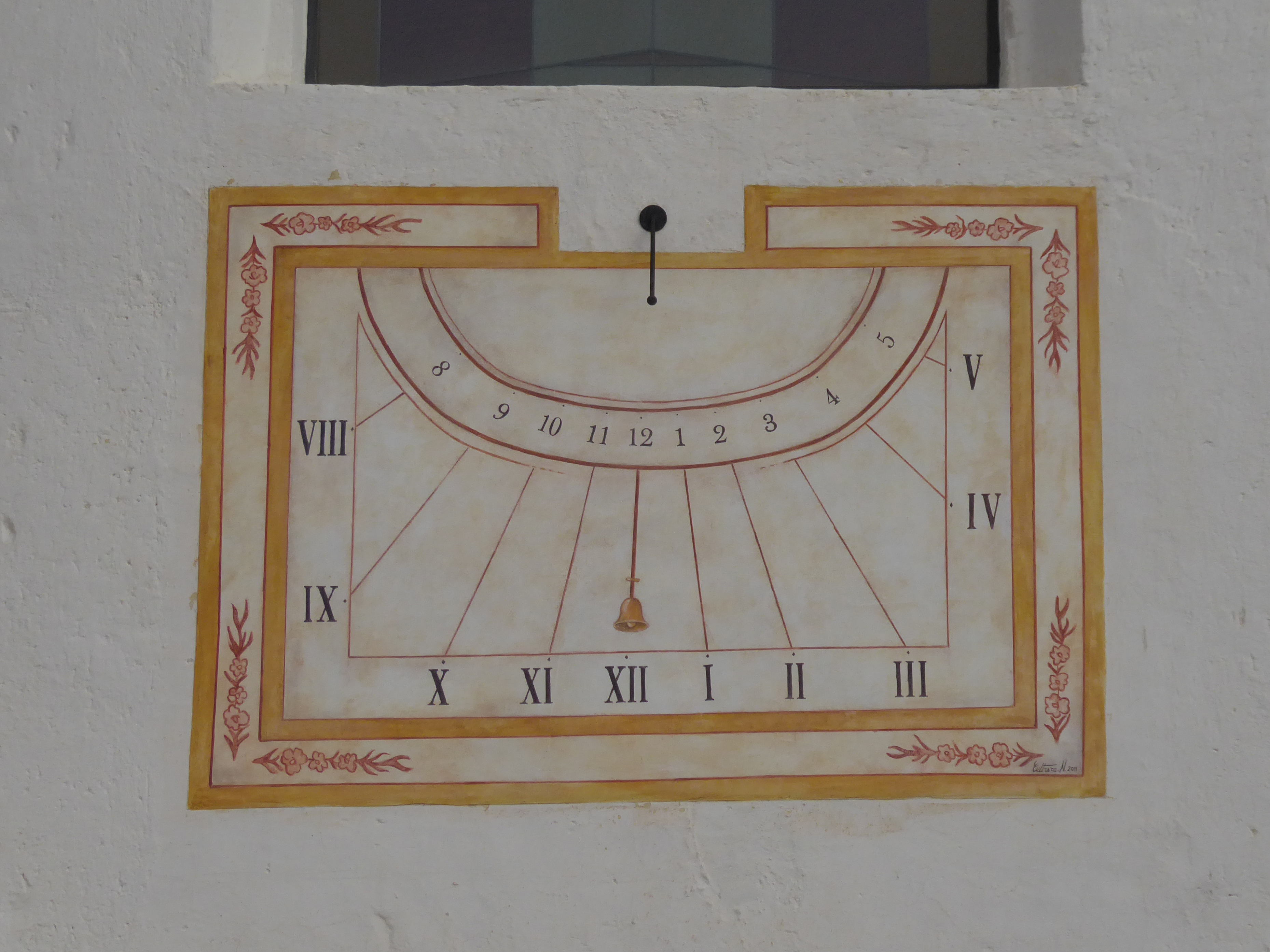
Meridiana nel paese di Termon

### Etimologia
Il nome dovrebbe derivare dal latino termen, ovvero 'confine'. In noneso tèrmen significa per l'appunto 'pietra confinaria'; in questo caso Termon dovrebbe indicare il confine tra la Pieve di Denno e quella di Flavon.

### Età medievale
La prima attestazione del toponimo risale al 1215, in un documento stilato in pratis sub corona Tremunno. I de Enno ottennero in feudo nel 1217 Castel Corona e detenevano alcune proprietà anche a Termon, come dimostra un documento del gennaio 1274 nel quale Gislemberto, figlio di Giacomo da Denno, vendette alla moglie Adeleita da Cagnò alcune proprietà a Portolo, Tassullo, Terres, Flavon, Denno e Termon affinché ne potesse disporre dopo la morte del marito.

### La Carta di Regola
La regola di Termon, ovvero l'insieme degli abitanti del paese, si dotò di una Carta nel 1671, riconfermata dai principi vescovi nel 1684 e nel 1698. Il 31 maggio del 1726 si decise di rinnovarla e si radunarono così diciotto capifamiglia nella piazza del paese, "avanti la venerabile chiesa di san Giovanni Battista", assieme ai regolani Pangrazio Cattan e Pangrazio Turrini e ai saltari Pietro e Marin Callovi. La Carta fu poi confermata negli anni 1726 e 1737.
La Carta contiene 77 capitoli nei quali sono esposte le modalità di elezione dei due regolani e dei due saltari, eletti nella regola del 22 febbraio (san Pietro) e in carica per un anno. Altri capitoli normavano l'uso dei beni comuni: pascoli, prati, acque e i periodi della vendemmia o la gestione della malga, poiché tutti i vicini a turno dovevano aiutare il pastore nella custodia del bestiame e contribuire ai lavori di manutenzione o ammodernamento della struttura. Nello statuto sono indicati inoltre i regolani maggiori, ovvero i conti Thun e i signori Riccardini, originari di Tavon e detentori di feudi a Denno, nell'ultimo capitolo infine sono indicati i confini della regola.

### Età contemporanea
L'Impero Austriaco predispose un nuovo Regolamento dei comuni, che entrò in vigore nell'ottobre del 1819: Termon divenne dunque uno dei 384 comuni trentini. Dopo la prima guerra mondiale, il comune divenne ufficialmente parte della neo-annessa Venezia Tridentina e rimase comune autonomo fino al 1928, quando con la riforma fascista degli enti locali venne aggregato al comune di Denno. A seguito di un referendum, nel 1951 i paesi di Campodenno, Dercolo, Lover, Quetta e Termon si staccarono dal comune di Denno per riunirsi in un comune a sé stante facente capo a Campodenno, come previsto dalla Legge Regionale 23 agosto 1952, n. 31.

## Geografia
Patrono di Termon è san Giovanni Battista, festeggiato il 24 giugno. 
A questo santo è dedicata la chiesa della Natività di San Giovanni Battista, sita nel centro del paese, in posizione leggermente rialzata rispetto alla piazza. Ricordata fin dal 1395, venne però riedificata nel 1778 unitamente al campanile su progetto di Pietro e Antonio Bianchi. Le quattordici stazioni della Via Crucis sono opera di Mattia Lampi.
Al di sopra dell'abitato di Termon si trova un piccolo campo volo dedicato all'aviazione leggera. La pista è lunga all'incirca 330 metri, ha un fondo d'erba ed ha una evidente pendenza (nell'ordine del 15%). Accanto a tale pista si trova l'hangar gestito dal club PUMA (Piloti Ultraleggeri a Motore Associati), fondato nel 1989.
Accanto alla pista per gli aerei c'è un pascolo con un ranch per i cavalli.

### Malga Termoncello
Dei possedimenti propri del paese di Termon fa parte anche una malga, denominata Termoncello (1860 m), situata ai piedi del monte Bastiot, che sovrasta il paese trentino. Descrizione: cascina in buone condizioni.
L'abitazione viene usata quale rifugio ad uso esclusivo dei residenti della frazione.
Percorso: dal Lago di Tovel si prende il sentiero SAT n. 339 (Cartina Kompass n. 688)
Storiografia: Segnata su Istituto Geografico Militare. Riferimenti: Arza e Lovertina.
Per saperne di più: - Dizionario Top. Trid. di E. Lorenzi, 1932: TERMONCELLO. Malga del comune di Termon, 1860 m in Val di Tovel. È al maschile sottintendendo la forma malg-aro, luogo della malga.